# Герб Токмацького району
Герб Токмацького району — офіційний символ Токмацького району, затверджений 6 листопада 2002 р. рішенням сесії районної ради.

## Опис
На щиті, розтятому і перетятому червоним і золотим, срібний стовп. На першій частині два срібних меча, покладені в косий хрест і супроводжувані знизу срібними літерами "1103р.". На другій частині золотий сніп. На третій частині два срібних ціпа, покладені в косий хрест. На четвертій частині лазурова змія обвиває срібний жезл і п'є з золотої чаші. Щит облямований вінком із золотих колосків, перевитих червоною стрічкою.